# The Hissing of Summer Lawns
The Hissing of Summer Lawns (que en español significa «El silbido del pasto de verano») es el séptimo álbum de estudio de la cantante canadiense Joni Mitchell, publicado a finales de 1975 por Asylum Records.

## Antecedentes
Mitchell entró en el estudio a principios de 1975 para grabar demos acústicas de algunas canciones que había escrito desde la gira del álbum Court and Spark. Unos meses más tarde grabó versiones de las melodías con su banda. Sus intereses musicales ahora divergían tanto del folk como de la escena pop de la época, hacia piezas menos estructuradas y más inspiradas en la música jazz, con una gama más amplia de instrumentos. En «The Jungle Line», a Mitchell se le atribuye la primera canción publicada comercialmente que incluye sampling, con una grabación en bucle de músicos africanos. Esta práctica de sampling se volvió más común entre los actos de rock occidentales en la década de 1980. «In France They Kiss on Main Street» continuó con los exuberantes sonidos pop de Court and Spark, y esfuerzos como la canción que da nombre al álbum y «Edith and the Kingpin» relataron la parte más vulnerable de la vida suburbana en el sur de California.

## Canciones

### Lado uno
La canción de apertura, «In France They Kiss on Main Stree», es una canción de jazz rock sobre crecer en un pequeño pueblo en la era del rock and roll de la década de 1950. La canción fue lanzada como el único sencillo del álbum y alcanzó el puesto #66 en la lista de los Hot 100 de la revista Billboard. «The Jungle Line» usa una grabación de campo de África de los Drummers of Burundi (llamados “warrior drums” en las notas de álbum), en la que se doblan guitarras, sintetizadores Moog y la línea vocal. La letra rinde homenaje a las obras del pintor postimpresionista francés Henri Rousseau. Mitchell combina detalles de sus obras con imágenes de la vida urbana moderna, la industria de la música y la cultura clandestina de las drogas.
«Edith and the Kingpin» marca un regreso al jazz en la historia de la nueva novia de un gánster que llega a su ciudad natal. «Don't Interrupt the Sorrow» es una canción basada en guitarra acústica con letras de flujo de conciencia, enfocada en mujeres que se enfrentan al dominio masculino y proclaman su propia existencia como individuos. «Shades of Scarlett Conquering» es una pieza orquestal sobre una Southern belle moderna que basa su vida y su propia imagen en los estereotipos del personaje Scarlett O'Hara de Gone with the Wind.

### Lado dos
La canción que da nombre al álbum, «The Hissing of Summer Lawns», trata sobre una mujer que elige permanecer en un matrimonio donde es tratada como parte de la cartera de su esposo. «The Boho Dance» comenta sobre las personas que sienten que los artistas traicionan su integridad artística por el éxito comercial, con una mirada irónica a quienes dijeron esto de la propia Mitchell y es paralela a The Painted Word de Tom Wolfe. «Harry's House / Centerpiece» se refiere al fracaso del matrimonio como ejemplo de la soledad de la vida moderna y enmarca el estándar de jazz «Centerpiece» de Harry Edison y Jon Hendricks. «Sweet Bird» es una canción acústica más escasa que es un ligero retorno al llamado estilo “confesional” de la cantautora Mitchell y aborda la pérdida del poder de la belleza con el envejecimiento. Su letra indica que también puede ser una referencia a Sweet Bird of Youth de Tennessee Williams. La canción de cierre, «Shadows and Light», consta de muchas sobregrabaciones de su voz y una ARP String Ensemble (acreditada como ARP-Farfisa en las notas de álbum).

## Lista de canciones
Todas las canciones escritas y compuestas por Joni Mitchell, excepto «Centerpiece», escrita por Jon Hendricks y Harry Edison, y «The Hissing of Summer Lawns», escrita por John Guerin y Mitchell.
Lado uno
1. «In France They Kiss on Main Street» – 3:19
2. «The Jungle Line» – 4:24
3. «Edith and the Kingpin» – 3:36
4. «Don't Interrupt the Sorrow» – 4:05
5. «Shades of Scarlett Conquering» – 4:58

Lado dos
1. «The Hissing of Summer Lawns» – 3:01
2. «The Boho Dance» – 3:51
3. «Harry's House / Centerpiece» – 6:48
4. «Sweet Bird» – 4:12
5. «Shadows and Light» – 4:17

## Créditos
Créditos adaptados desde las notas de álbum.
Músicos
- Joni Mitchell – voz principal y coros, guitarra acústica (1–4, 9), sintetizador Moog (2), piano (5, 9), teclado (7), ARP y Farfisa (10)
- Victor Feldman – piano eléctrico (1, 5), conga (4), vibráfono (5), teclado y percusión (6)
- Joe Sample – piano eléctrico (3), teclado (8)
- Larry Carlton – guitarra eléctrica (3–5, 9)
- Robben Ford – guitarra eléctrica (1), Dobro (4), guitarra (8)
- Jeff Baxter – guitarra eléctrica (1)
- James Taylor – coros (1), guitarra (6)
- David Crosby y Graham Nash – coros (1)
- Max Bennett – guitarra bajo (1, 5–8)
- Wilton Felder – guitarra bajo (3, 4)
- John Guerin – batería (todas las canciones menos 2), sintetizador Moog y arreglos (6)
- The Warrior Drums of Burundi (2)
- Chuck Findley – corno francés (3), trompeta (6, 8), fliscorno (7)
- Bud Shank – saxofón y flauta (3, 6), flauta bajo (7)
- Dale Oehler – arreglos de cuerdas (5)

Personal técnico
- Joni Mitchell – productora, mezclas, diseño de portada, ilustración
- Henry Lewy – ingeniero de audio, mezclas
- Ellis Sorkin – ingeniero asistente
- Bernie Grundman – masterización
- Joe Gastwirt – remasterización para la edición de 1997
- Norman Seeff – fotografía

## Posicionamiento
| Gráficas (1975–76)             | Pico de posición |
| ------------------------------ | ---------------- |
| Australia (Kent Music Report)  | 62               |
| Canadá (RPM Top Albums/CDs)    | 7                |
| Estados Unidos (Billboard 200) | 4                |
| Reino Unido (UK Albums Chart)  | 14               |